# Job (boek)
Het boek Job (Hebreeuws: אִיוֹב; Iyyôb, betekenis onbekend, mogelijk "de gehate" of "waar is mijn vader?") is een van de boeken in de Hebreeuwse Bijbel. In het jodendom behoort Job tot de afdeling Geschriften van de Tenach.

## Thema
In het boek Job wordt beschreven hoe JHWH Job zwaar op de proef stelde en hem uiteindelijk rechtvaardig verklaarde. De dialogen tussen Job en zijn vrienden en Job en JHWH behandelen het vraagstuk van oorzaak en gevolg en het theologische vraagstuk van theodicee.
Het thema van het boek wordt soms samengevat als: “Is lijden een goddelijke straf voor de zonde?” Jobs drie vrienden gaven hierop een traditioneel bevestigend antwoord. Zijn vrienden verdedigden de stelling dat geluk en welvaart het bewijs zijn van goddelijke beloning, en dat, als Job zijn fouten zou erkennen, zijn lot onmiddellijk weer zou omkeren.
In zijn antwoord stelde Job dat hij rechtvaardig was en dat zijn tegenspoed dus geen straf kan zijn. Dit werpt de mogelijkheid op dat God handelt naar willekeur. Jobs vrouw raadt hem aan God te vervloeken en te sterven. Hierop antwoordde Job: "Zouden wij het goede van God ontvangen, en het kwade niet?" In de climax van het boek gaf God Job niet een uitleg van de oorzaak van Jobs lijden, maar stelde hij de vraag: waar was Job toen God de wereld schiep? Job antwoordde hierop met verootmoediging. God riep de drie vrienden ter verantwoording, want ze hadden niet passend gesproken over Hem, zoals zijn knecht Job.

## Indeling

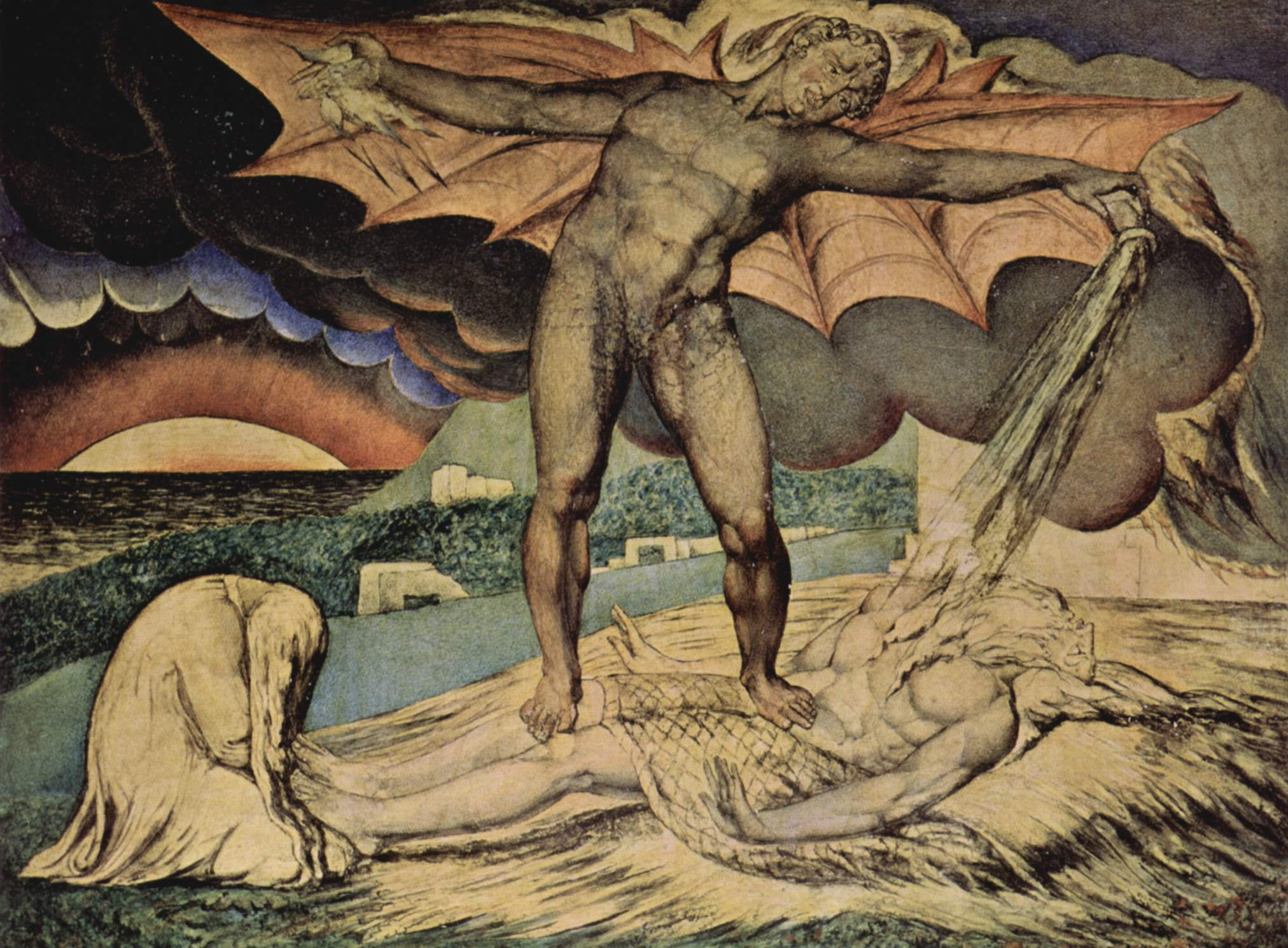
William Blake, 1826/27, Tate Gallery Londen, Satan stort zijn plagen over Job uit

Het boek begint met in inleiding in proza, en eindigt ook met proza. Daartussen staan de gesprekken in poëtische vorm.
| 1-2. Een introductie in proza waarin de rijke, vrome Job al zijn bezittingen verliest en ziek wordt. Job zal nooit weten wat de oorzaak is: God is blij dat Job hem zo trouw dient; Satan probeert Job door rampspoed echter zo ver te krijgen dat hij God vaarwel zegt. Jobs vrouw adviseert hem God te vervloeken en te sterven, maar Job verwerpt deze gedachten als dwaasheid. Jobs drie vrienden Elifaz, Bildad en Sofar horen van zijn ellende en komen hem opzoeken. Nadat zij Job rouw betoond hebben, gaan ze bij hem op de grond zitten en is het zeven dagen en zeven nachten stil. Hierna verbreekt Job de stilte. |                                                                     |
| 3-41. De controverse in poëzie. Jobs wanhopige klaaglied vormt het begin van de discussie tussen Job en zijn drie vrienden in drie rondes met dialogen. De drie vrienden gaan er ten onrechte van uit dat Job wel een slecht leven geleid zal hebben, anders zou God dit toch niet hebben toegelaten? Job bezweert wanhopig onschuldig te zijn. Het liefst zou hij God ter verantwoording roepen, maar hij beseft wel dat dit niet kan. |                                                                     |
| | 3. Jobs klaaglied                                                   |
| 4-14. De controverse wordt uiteengezet. |                                                                     |
| 4-5. Eerste rede van Elifaz | 6-7. Antwoord van Job                                               |
| 8. Eerste rede van Bildad | 9-10. Antwoord van Job                                              |
| 11. Eerste rede van Sofar | 12-14. Antwoord van Job                                             |
| 15-21. De controverse verdiept zich. |                                                                     |
| 15. Tweede rede van Elifaz | 16-17. Antwoord van Job                                             |
| 18. Tweede rede van Bildad | 19. Antwoord van Job                                                |
| 20. Tweede rede van Sofar | 21. Antwoord van Job                                                |
| 22-27. Het hoogtepunt wordt bereikt. |                                                                     |
| 22. Derde rede van Elifaz | 23-24. Antwoord van Job                                             |
| 25. Derde rede van Bildad | 26. Antwoord van Job                                                |
| | 27-28. Slotrede van Job                                             |
| | 29-31. Vervolg. Job is onschuldig en beroept zich op God tegen God. |
| 32-37. De redevoeringen van Elihu. |                                                                     |
| 32-33. Eerste rede van Elihu | (Job geeft hierop geen antwoord)                                    |
| 34. Tweede rede van Elihu | (Job geeft hierop geen antwoord)                                    |
| 35. Derde rede van Elihu | (Job geeft hierop geen antwoord)                                    |
| 36-37. Vierde rede van Elihu | (Job geeft hierop geen antwoord)                                    |
| Besluit |                                                                     |
| 38-39. JHWH openbaart zich. |                                                                     |
| 40-41. Slotwoord van JHWH | 42:1-6. Antwoord van Job                                            |
| 42:7-15. Besluit in proza. JHWH brengt Job terug in zijn vroegere staat van gezondheid en geluk, en de drie vrienden van Job mogen hem vragen om een offer voor hen te brengen. JHWH is namelijk boos op de drie betweters. Job wordt op deze wijze gerehabiliteerd. |                                                                     |

## Achtergronden

### Geografisch

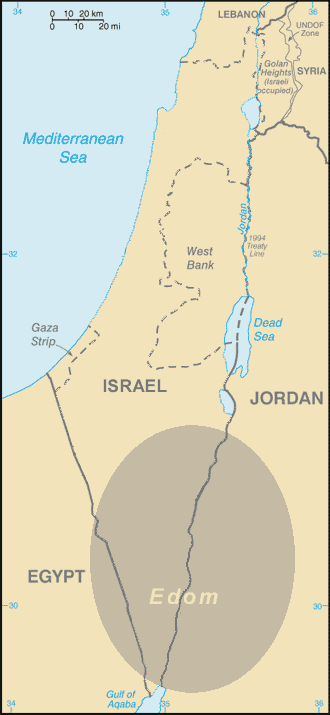
Het land Uz wordt soms gelinkt aan het koninkrijk Edom

In Job 1:1 wordt de plaats meegegeven waar het verhaal zich afspeelt: "In het land Uz". De ligging van Uz is onbekend en het is mogelijk een mythische aanduiding, maar de streek wordt soms in verband gebracht met Edom.

### Personages

#### Job
In Job 1:1-8 wordt Job omschreven als een zeer rijk en gelovig man. Job "bezat zevenduizend schapen en geiten, drieduizend kamelen, vijfhonderd span runderen, vijfhonderd ezelinnen en een groot aantal slaven en slavinnen. Hij was de aanzienlijkste man van het Oosten". Ook zijn trouw aan God wordt in het inleidende hoofdstuk sterk benadrukt.

#### Satan
In Job 1:6-12 en 2:1-7 behoorde Satan net als de andere godenzonen tot het goddelijke hof, dat als vergadering voor JHWH werd beschreven. God vroeg hem voor de andere godenzonen of hij de vroomheid van zijn "dienaar Job" had gezien, wat Satan bevestigend beantwoordde. Maar tegelijk stelde hij de vraag wat de reden was van die vroomheid van Job, met als gevolg dat God Satan toestond Job in alle aspecten van zijn leven te raken – behalve hem doden – om te bewijzen dat Job ook in moeilijke omstandigheden vroom bleef.
Satan probeerde de ondergang van Job te bewerkstelligen en zo God te laten inzien dat alle mensen God slechts dienen uit eigenbelang.

#### God
God wordt in het boek Job maar enkele keren met de naam JHWH beschreven. Deze naam, waarmee hij zich via Mozes aan de Israëlieten bekendmaakte, komt voor in de proloog en epiloog, als JHWH zelf in hoofdstuk 38 het woord neemt, en verder nog maar één keer. Vaak wordt hij in Job "El Sjaddaj" genoemd, de naam waarmee hij bij de aartsvaders in Genesis bekend was. Dit alles wekt de sfeer van Genesis op.

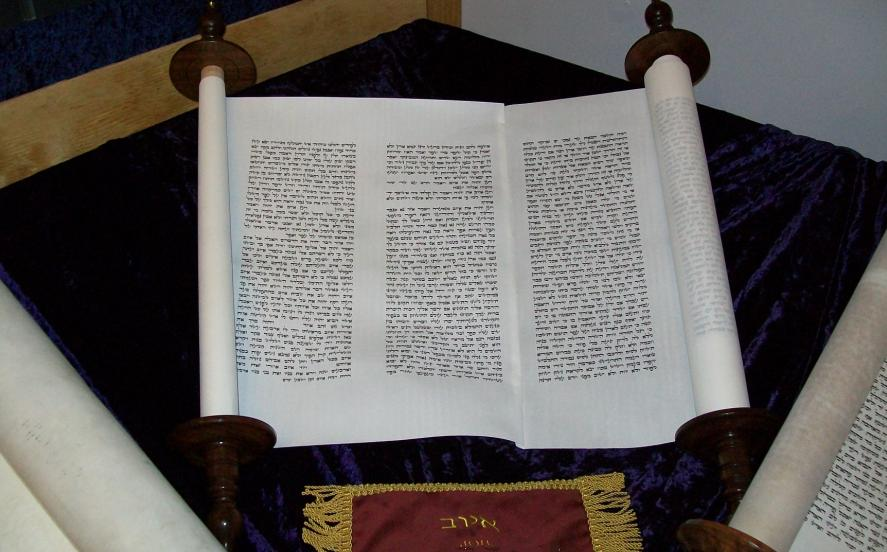
Boekrol van Job in het Hebreeuws

#### Drie vrienden
In Job 2:11 worden Elifaz, Bildad en Zofar voorgesteld als drie vrienden van Job. Nadat zij hoorden van Jobs beproevingen zochten zij hem op en geven elk een toespraak om hem een hart onder de riem te steken.

#### Elihu
De persoon Elihu neemt een aparte plaats in tijdens het verhaal. Doordat hij niet eerder genoemd is in het werk, staat hij los van de drie vrienden die al in de introductie bij Job arriveren. Zijn redes vormen een verdediging van het traditionele standpunt (lijden is het gevolg van een slechte levenswijze), er wordt nauwelijks iets toegevoegd aan wat er al gezegd is, en ook verder in het boek wordt Elihu niet genoemd. Terwijl Job op de redevoeringen van de drie vrienden een antwoord geeft, reageert hij niet op Elihu. Veel wetenschappers beschouwen de redes van Elihu als een latere toevoeging.

## Auteur en datering

### Auteur
Een joodse talmoedische traditie stelt dat Mozes het boek geschreven kan hebben.

### Datering van het verhaal
De tijd waarin het verhaal zich afspeelde kan aan de hand van inhoudelijke kenmerken ruwweg geschat worden rond de 17-14de eeuw v.Chr. Archeologische argumenten wijzen op een iets latere periode. In de onderstaande lijst wordt een kort overzicht van de argumenten gegeven:
- De hoge leeftijd die Job bereikte, namelijk bijna 200 jaar, doet denken aan de leeftijden die worden vermeld in het het boek Genesis. De duur van Jobs leven is ongeveer gelijk aan die van Abraham.[5]
- Job brengt heel wat brandoffers, een gebruik dat voornamelijk werd toegepast met de introductie van de Wet van Mozes.[6]
- Ook Jobs levensstijl duidt op een zeer vroege periode.[bron?]
- Er is geen sprake van de uittocht uit Egypte van de Israëlieten.[6]
- In Job 1:15-17 worden de Sabeeërs en Chaldeeën vermeld, volkeren die archeologen dateren vanaf de 11e eeuw v.Chr.,[bron?] maar sluitend bewijs is er niet.
- Job woonde in een stad (Job 29:7). De oudste stad die tot nog toe werd teruggevonden in het gebied van Edom dateert van 1200 v.Chr.[6]

Volgens jongeaardecreationisten is Job het oudste boek uit de Bijbel. Dit omdat er onder andere extreme klimaatomstandigheden worden beschreven zoals ijs, veelvuldige regenstormen, orkanen en hevige sneeuwval; in het Midden-Oosten kwam dit alleen voor in de laatste ijstijd.

### Datering van het boek
Er is geen consensus in de Bijbelwetenschap over de datering van het Bijbelboek en wanneer het werd voltooid in de huidige vorm. Veelal wordt gedacht aan een lange ontstaansperiode van 10e tot de 2e eeuw v.Chr. Bijbelwetenschappers verschillen hierbij van mening over de vraag of het boek Job in meerdere lagen ontstond. Redenen daartoe zijn:
- De plotseling vermelding van de vierde vriend Elihu (Job 32-38). Dit personage duikt vanuit het niets in de tekst op en staat los van de rest van de tekst. In introductie en de epiloog wordt hij niet genoemd.
- De proloog en epiloog wijken literair af van de rest van het boek doordat enkel zij proza bevatten.
- Job 28 doorbreekt plotseling het verhaal.
- Jobs aandeel is consistent, tot hij in hoofdstuk 26:1-14; en in hoofdstuk 27:11-23 ineens teksten uitspreekt, waar hij zich het hele boek al tegen verzette. Hier is mogelijk een fout in de tekst geslopen; en horen de teksten bij Bildad en Zofar.

Een unaniem antwoord op de vraag naar het ontstaan van het Bijbelboek Job ontbreekt. Archeologische vondsten ondersteunen bovenstaande argumenten immers niet, doordat het Bijbelboek Job telkens als volledig gevonden wordt. Het laatst getuigde de ontdekking van de Dode-Zeerollen hiervan. Job was aanwezig als volledig Bijbelboek, zoals we dat vandaag kennen.

## Taal
Het boek Job werd geschreven in het Hebreeuws, maar toch zorgt de taal voor discussie tussen geleerden. Dit komt vooral door de grote aanwezigheid van hapax legomena, woorden die slechts in het boek Job terug te vinden zijn en nergens anders worden gebruikt. Het debat draait rond vier mogelijke verklaringen:
- Een eerste verklaring is dat het boek Job werd vertaald uit een andere Oosterse taal. Deze theorie dateert al uit de 12e eeuw en werd ontwikkeld door Ibn Ezra, die een analyse van de Thora schreef. Het boek zou vertaald zijn uit het Arabisch of Aramees. De belangrijkste kritiek op deze theorie is, dat er te weinig overeenkomsten terug te vinden zijn in het boek en het Arabisch of Aramees.[10]
- Een tweede theorie is, dat de taal waarin het boek Job is geschreven, beïnvloed is door talen uit omringende gebieden. Ook deze theorie kan niet bevestigd of ontkracht worden aangezien er te weinig bekend is over de talen in de tijd waarin het boek is geschreven.[10]
- Een andere theorie schrijft de moeilijke taal toe aan een voor ons onbekend Hebreeuws dialect, dat op heel wat punten verschilt met het Judese Hebreeuws.[10]
- Volgens Edward Greenstein is het taalgebruik een bewuste keuze van de auteur om een 'air van vreemdheid' mee te geven aan het boek.[10]

Deze discussie is ook afhankelijk van de tijd waarin het boek werd geschreven, maar ook hier lopen de meningen uiteen. John Day ziet heel wat overeenkomsten met het Hebreeuws van na de ballingschap, waaruit blijkt dat het boek relatief laat werd geschreven. Ian Young daarentegen ziet in de taal het archaïsche Bijbels Hebreeuws en plaatst het dus heel vroeg in de Bijbelse ontstaansgeschiedenis.

### Wijsheid en poëzie
Job maakt deel uit van de Geschriften, en hoort daarbinnen tot de wijsheidsliteratuur. Het is te plaatsen in dezelfde groep als Prediker, Spreuken en de deuterocanonieke boeken Wijsheid van Salomo en Wijsheid van Jezus Sirach.
Job bestaat van hoofdstuk 3:1 tot 42:6 uit Bijbelse poëzie. Hebreeuwse poëzie heeft haar eigen stijlkenmerken. Het bekendste is het parallellisme:
3:3 "Laat de dag dat ik geboren ben vergaan,
en ook de nacht die zei: Een jongen is verwekt"
Parallellismes zijn er op veel meer niveaus; ook op het niveau van stanza, strofe enz.

## Dode-Zeerollen
In de Dode-Zeerollen zijn fragmenten van vier Hebreeuwse en één Aramees handschrift van het boek Job gevonden. Deze zijn in ieder geval van voor 68 n.Chr., wat erop wijst, dat het boek toen al in de huidige vorm wijd verspreid was. Het boek zal dus nog ouder zijn. 4Q101 bevat zelfs fragmenten van Job in Oud Hebreeuws schrift; mogelijk dus van voor 200 v. Chr.; al is het mogelijk dat dit oude alfabet voor religieuze literatuur langer in gebruik is gebleven.

## Historiciteit
Er bestaat geen historisch bewijs voor het bestaan van de persoon Job. Het boek Job behoort niet tot het genre geschiedschrijving, maar dat van poëzie en wijsheidsliteratuur.
Ezechiël 14:14 noemt drie rechtvaardigen: Noach, Daniël/Danel en Job. Over zowel Noach als Daniël is de consensus dat dit geen historische personen zijn. De hier genoemde Daniël/Danel verwijst overigens volgens exegeten niet naar de Bijbelse, maar naar de legendarische rechtvaardige en wijze held Danel, bekend uit de kleitabletten die gevonden zijn bij Ugarit. In Ezechiël staat Danel, maar de Masoreten hebben een ketib/Qere, een aantekening, "Daniël" gemaakt, omdat ze dachten dat het fout was. Hoe dan ook gaat het hier dus om drie legendarische personages.
Rabbijn Simeon ben Laquish schreef dat Job nooit bestaan heeft. Ook in de christelijke theologie is de consensus dat Job niet historisch is.

## Referentie aan het Bijbelboek
Het boek Job wordt geciteerd in Hebreeën 12:5, en in 1 Korinthiërs 3:19. Job zelf wordt genoemd in de Brief van Jakobus 5:11.